# Lituanie aux Jeux olympiques d'été de 2004
La Lituanie a participé aux Jeux olympiques d'été pour la sixième fois aux Jeux olympiques d'été de 2004 à Athènes y remportant 3 médailles (1 en or et 2 en argent), se situant à la quarante-cinquième place des nations au tableau des médailles.

## Liste des médaillés lituaniens

### Médailles d'or
| Sport              | Discipline              | Sportifs          | Performance |
| Médailles d'or : 1 |                         |                   |             |
| Athlétisme         | Lancer du disque hommes | Virgilijus Alekna | 69,89 m     |

### Médailles d'argent
| Sport                  | Discipline                | Sportifs               | Performance |
| Médailles d'argent : 2 |                           |                        |             |
| Athlétisme             | Heptathlon dames          | Austra Skujytė         | 6 435 pts   |
| Pentathlon moderne     | Pentathlon moderne hommes | Andrejus Zadneprovskis |             |